# Коэн, Брюс
Брюс Коэн (англ. Bruce Cohen род. 23 сентября 1961 года) — продюсер кино, телевидения и театра.

## Биография
Брюс Л. Коэн родился в еврейской семье и вырос в городе Фолс-Черч, штат Виргиния.
В 1983 году он окончил Йельский университет со степенью бакалавра в области киноискусства.
После окончания школы он переехал в Лос — Анджелес, где устроился менеджером в Гильдию режиссёров Америки (DGA) и подрабатывал стажёром у Стивена Спилберга в фильме «Цвета пурпура» («The Color Purple»).
Далее он продолжал работать со Спилбергом в качестве исполнительного продюсера и первого помощника режиссёра в фильме «Капитан Крюк» («Hook»).
В 1999 году Коэн как продюсер получает премию Оскар за картину «Красота по-американски» («American Beauty», режиссёр Сэм Мендес).
Также он обладатель премий за лучший визуальный ряд в фильмах «Харви Милк» («Milk», 2008 год, режиссёр Гас Ван Сент) и «Мой парень — псих» («Silver Linings Playbook», 2012 год, режиссёр Расселл, Дэвид Оуэн).
Фильм «Красота по-американски» получил в общей сложности пять Оскаров, а также заслужил награды от «Золотого глобуса», Британской академии кино и телевидения (BAFTA) и Гильдии продюсеров Америки (PGA).
Фильм «Харви Милк» был номинирован на восемь премий Оскар, самые главные из которых — за лучшую мужскую роль и лучший оригинальный сценарий. Также он получил премию Стэнли Крамера от PGA.
Фильм «Мой парень — псих» был номинирован на восемь Оскаров. Он являлся первым фильмом за 31 год, который был номинирован во всех четырех актёрских категориях, а Дженнифер Лоуренс получила Оскар в категории «Лучшая актриса».
Брюс Коэн продюсировал фильм «Большая рыба» («Big Fish», 2003 год, режиссёр Тим Бертон). Фильм получил номинацию на «Золотой глобус» и BAFTA как «Лучшая картина».
Коэн является ведущим продюсером музыкальной сценической версии «Большой рыбы», которая проходит на Бродвее в театре Нила Саймона (постановщик и хореограф — пятикратный обладатель премии «Тони», Сьюзан Строман).
Коэн не обошёл своим вниманием и телевидение. Он был исполнительным продюсером сериала ABC «Мёртвые до востребования» («Pushing Daisies», 2007—2009 год), который выиграл в общей сложности семь «Эмми» и был номинирован на «Золотой глобус» как лучшая комедия.
Брюс Коэн входит в состав Исполнительного комитета Продюсерского отделения Академии кинематографических искусств и наук и в состав Совета управляющих Гильдии продюсеров Америки.
Кроме того, он является президентом совета директоров Американского фонда равных прав (AFER) — группы, которая выиграла в Верховном суде дело, в результате которого калифорнийское Предложение 8 было объявлено неконституционным.
С апреля 2023 года является сопредседателем Президентского комитета по культуре и искусству США, занимающегося разработкой рекомендаций по вопросам государственной политики в сфере культуры для президента и ведомств. Вторым сопредседателем является Леди Гага.